# Kangaamiut
Kangaamiut (danska:Gammel Sukkertoppen) är en liten fiskeby med cirka 500 invånare i Maniitsoq kommun, på Grönlands västkust. Kangaamiut ligger på en ö strax norr om den något större orten Maniitsoq. 

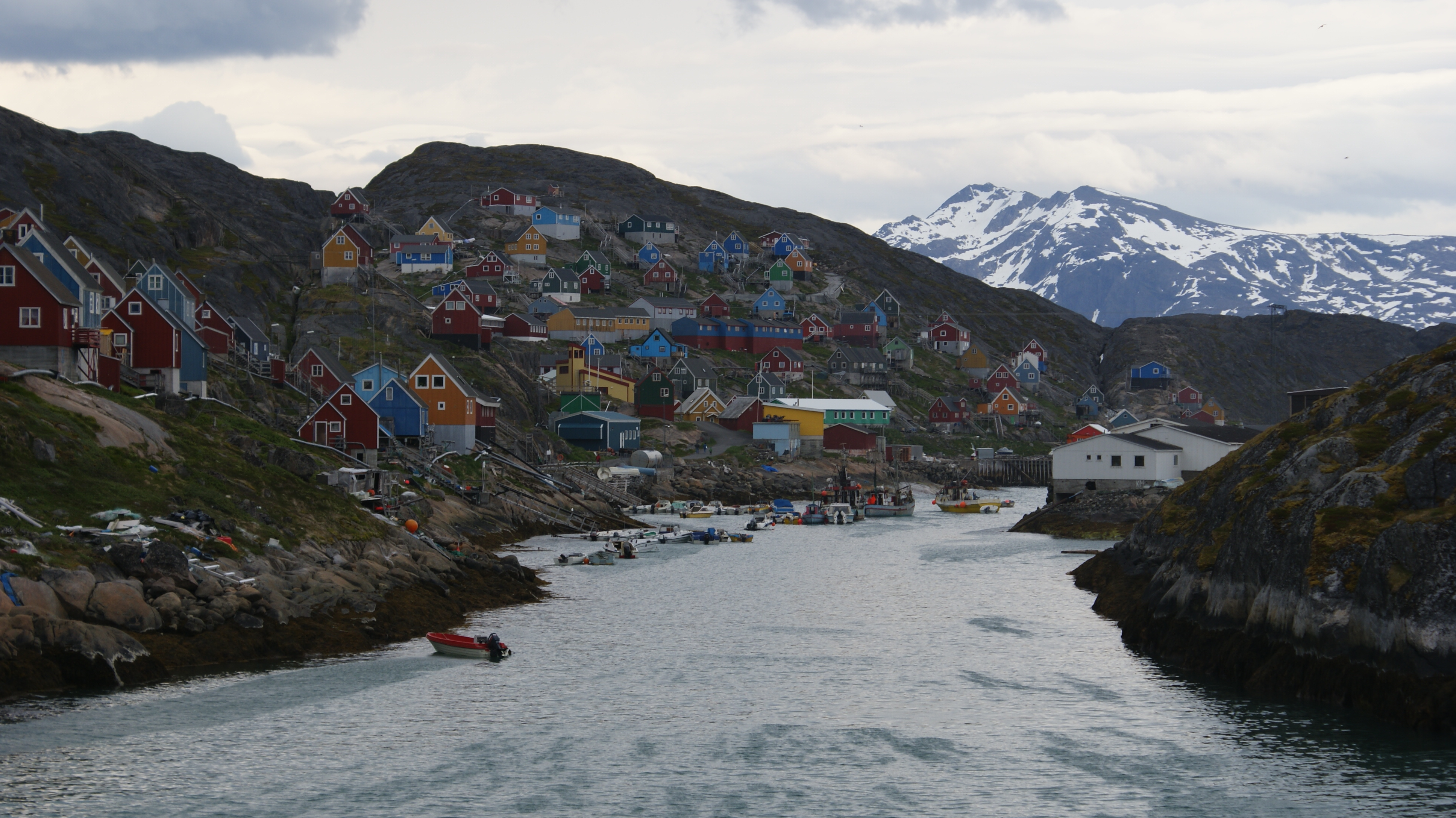
Kangaamiut

Kangaamiut ligger på det ställe där den danska kolonin Sukkertoppen ursprungligen etablerades 1755. När kolonin senare flyttades till den plats där Maniitsoq ligger idag, förblev den ursprungliga platsen bebott och kallades senare Kangaamiut.